# Jarmo Lehtinen
Jarmo Lehtinen (Helsinki, 3 januari 1969) is een Fins rallynavigator.

## Carrière
Lehtinen begon in 1988 met navigeren naast Jari Mikkola. Later was hij met Marko Rämänen actief in het Fins rallykampioenschap, en debuteerde in het 1997 seizoen ook in het wereldkampioenschap rally. Met Rämänen reed hij in 1999 een programma in het Brits rallykampioenschap en met Jouni Ampuja in het Fins kampioenschap voor Groep N-auto's, waar zij als zesde in eindigden. In 2002 nam hij een nieuwe rol op zich in de zogenaamde 'gravel crew' van Škoda-fabrieksrijder Toni Gardemeister.
Datzelfde jaar nam hij ook voor het eerst plaats als navigator van Mikko Hirvonen. Sinds het 2003 seizoen was het duo actief in het WK rally (met Subaru in 2004 en tussen 2006 en 2011 met Ford). Zij wonnen hun eerste WK-rally in Australië in 2006. In totaal wonnen ze samen vijftien WK-rally's en eindigden ze in de 2008, 2009, 2011 en 2012 seizoenen als runner-up in het kampioenschap. In het laatstgenoemde jaar maakte Lehtinen samen met Hirvonen de overstap naar Citroën. Dat jaar wonnen ze in Sardinië hun eerste en ook laatste WK-rally voor het team. In 2014 keerde het duo terug bij M-Sport, opnieuw actief met de Ford Fiesta RS WRC. Na afloop van het seizoen besloot Hirvonen zijn actieve carrière te stoppen, waarna Lehtinen tijdelijk zijn taken als navigator zou neerleggen.
Lehtinen was betrokken als sportief directeur bij het terugkerende fabrieksteam van Toyota in 2017, het team onder leiding van oud-rallyrijder Tommi Mäkinen. Hij verliet zijn post echter later dat jaar weer. In 2018 zat hij voor enkele rally's in de navigatorsstoel van Hiroki Arai, en in 2019 maakt hij naast M-Sport Ford-rijder Teemu Suninen als vervanger van Marko Salminen vanaf ronde acht in Sardinië zijn terugkeer in het WK.